# Swiss Indoors 1986
Lo Swiss Indoors 1986, noto anche come Davidoff Swiss Indoors per motivi di sponsorizzazione, è stato un torneo di tennis giocato sul cemento indoor. È stata la 17ª edizione del torneo e faceva parte del Nabisco Grand Prix 1986. Si è giocato a Basilea in Svizzera l 13 al 19 ottobre 1986.

## Campioni

### Singolare maschile
Stefan Edberg ha battuto in finale  Yannick Noah con il punteggio di 7–6, 6–2, 6–7, 7–6

### Doppio maschile
Guy Forget /  Yannick Noah hanno battuto in finale  Jan Gunnarsson /  Tomáš Šmíd con il punteggio di 7–6, 6–4